# 聲姜
聲姜（？—前611年），鲁僖公的夫人，鲁文公的母亲。
鲁僖公十七年（前643年）秋，鲁国军队灭亡项国。齐国人拘留鲁僖公，不让他回国。秋季，声姜因僖公之故，在卞地会见齐桓公。鲁文公十六年（前611年），有蛇从泉宫出来，进入国都，共十七条，和先君的数目一样。秋八月辛未，声姜薨，毁泉台。鲁文公十七年（前610年）四月癸亥，鲁国安葬小君声姜。由于有齐国攻战造成的困难，所以推迟。